# Amy B. Jordan
Amy B. Jordan est une astronome américaine qui travaille à l'Université du Colorado.

## Biographie
En 2002, elle faisait partie de l'équipe qui a découvert l'objet transneptunien (95625) 2002 GX32, avec Marc William Buie et James Elliot.
En 2005, elle a été enseignante assistante d'un programme estival de sciences, qui enseigne l'astronomie aux élèves du secondaire au moyen d'une pédagogie basée sur l'observation et le calcul des orbites des astéroïdes.
| (95625) 2002 GX32   | 8 avril 2002   |
| (543956) 2014 QQ387 | 1er avril 2003 |
| (545187) 2011 BR93  | 1er avril 2003 |